# César et Rosalie
Pour plus de détails, voir Fiche technique et Distribution.
César et Rosalie est un film français réalisé par Claude Sautet, sorti en 1972.
À Paris, à Sète et sur une plage de Noirmoutier, un ménage à trois, avec César, parvenu hâbleur mais généreux, David, un artiste effacé assez intellectuel qui se régale de la vulnérabilité de son confident, et une Rosalie bovarienne, partagée entre l'homme avec qui elle vit et son amour de jeunesse faisant irruption dans sa vie. Rosalie, César et David vont alors former un triangle amoureux, comparable à celui du film Jules et Jim (1962) de François Truffaut.

## Synopsis
Rosalie, belle trentenaire, qui a eu un enfant avec un autre homme (peintre célèbre prénommé Antoine), vit désormais avec César, parvenu vaniteux, impulsif et haut en couleur, en fait ferrailleur d'origine modeste mais qui, grâce à son travail, a réussi à accéder à une certaine réussite sociale.
David, homme secret, pudique et discret - tout le contraire de César - qu'elle a connu autrefois, revient des États-Unis et Rosalie s'aperçoit qu'elle l'aime encore, bien qu'elle aime toujours César, pourtant pas toujours facile à vivre.
César, qui se rend compte tout de suite du danger, fait tout pour garder celle qu'il aime. Un jour, il prévient David : Rosalie et lui vont se marier, elle attend un enfant et il a déjà tué un homme pour elle. Excédée par ces balivernes dont David l'a informée, Rosalie quitte César lors d'une scène orageuse au terme de laquelle celui-ci jette ses affaires par la fenêtre. Puis, fou de jalousie et de colère, Il court dévaster l'atelier où David crée ses bandes dessinées. Ce coup d'éclat entraîne le départ de Rosalie avec David vers Sète, où ils tiennent un restaurant.
Mais un jour, tout penaud, César reprend contact.
David s'efface alors sans bruit et César récupère Rosalie. Mais il sent bien qu'elle n'est pas heureuse. Il va alors rechercher David pour lui proposer une sorte de mariage à trois. D'abord réticent, David finit par accepter. Une véritable amitié naît entre les deux hommes, entraînant une certaine révolte de la part de Rosalie, partagée entre son envie de ne pas avoir à choisir entre les deux et la déception grandissante de n'être plus qu'un objet entre eux deux.
Un jour, Rosalie les quitte sans prévenir et part à Grenoble. César abandonne alors son entreprise et David retourne travailler aux États-Unis.
Mais tout n'est pas fini : au bout d'un an, David revient des États-Unis et les deux hommes se retrouvent et vont même vivre ensemble dans la bicoque que César s'est achetée. Un jour, un taxi dépose Rosalie sur le seuil de la maison où les deux hommes sont en train de déjeuner,. 

## Fiche technique
- Réalisation : Claude Sautet assisté de Jacques Santi, Jean-Claude Sussfeld et Agnès Folgoas
- Scénario, adaptation et dialogue : Jean-Loup Dabadie et Claude Sautet
- Photographie : Jean Boffety
- Montage : Jacqueline Thiédot
- Son : William Sivel
- Décors : Pierre Guffroy
- Ensemblier : Pierre Lefait
- Costumes : Annalisa Nasalli-Rocca (it)
- Musique : Philippe Sarde
- Bandes dessinées : Jean-Marc Laureau et Claude Poppé
- Production : Michèle de Broca
  - Production exécutive : Willi Benninger
- Société de distribution : CIC
- Pays d'origine :  France
- Langue originale : français (et quelques répliques en anglais)
- Format : couleur
- Genre : comédie dramatique, romance
- Durée : 110 minutes
- Tournage : du 27 mars au 16 juin 1972
- Dates de sortie :
  - France : 27 octobre 1972
  - États-Unis : 15 décembre 1972
- Affiche : Michel Landi (France)

## Distribution
- Romy Schneider : Rosalie
- Yves Montand : César
- Sami Frey : David
- Umberto Orsini : Antoine
- Eva Maria Meineke : Lucie
- Bernard Le Coq : Michel
- Gisela Hahn : Carla
- Isabelle Huppert : Marité
- Henri-Jacques Huet : Marcel
- Pippo Merisi : Albert
- Carlo Nell : Jérôme
- Hervé Sand : Georges

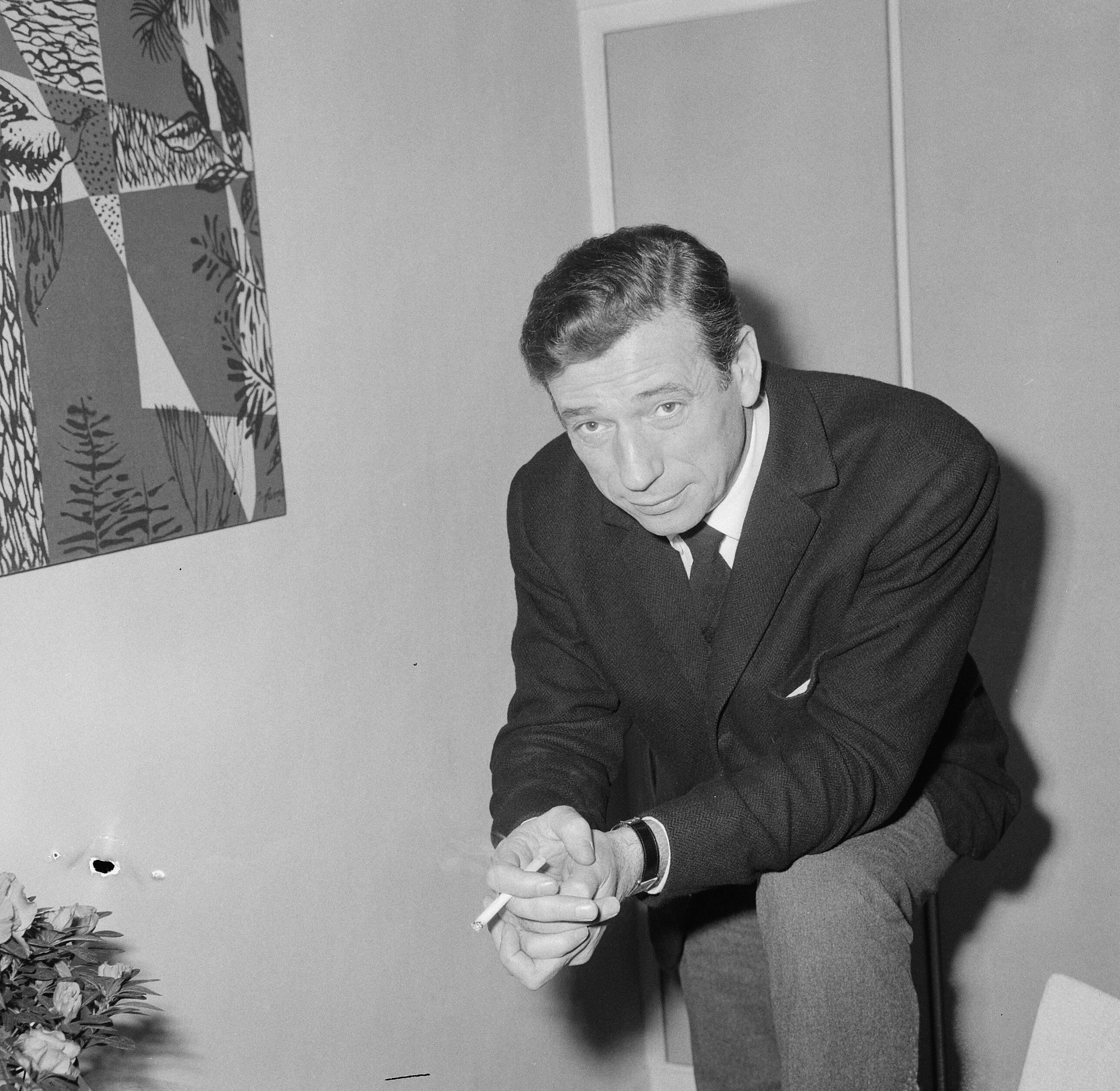
Yves Montand

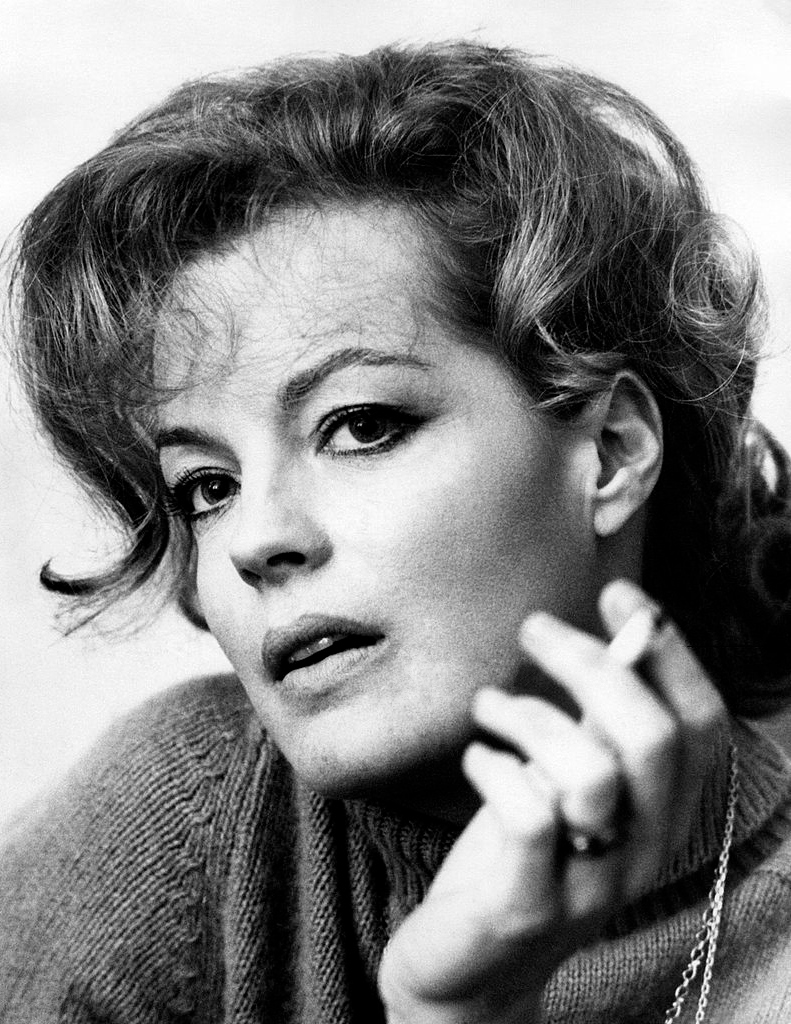
Romy Schneider en 1973.

- Michel Piccoli : la voix du narrateur
- Betty Beckers : Madeleine
- Jacques Dhery : Henri
- Carole Lixon : Louise
- Dimitri Petricenko : Simon
- Céline Galland : Catherine, fille de Rosalie
- Marcel Gassouk : Émile
- Martin Lartigue : Lorca
- Muriel Deloumeaux : Coline
- Lucienne Legrand
- Henri Coutet
- David Tonelli
- André Cassan
- Ermano Casanova
- Colin Drake
- Robert Le Béal
- Jean-Paul Blonday
- Lucien Desagneaux
- Jean-Claude Sussfeld
- Nicolas Vogel

## Tournage
De nombreuses scènes du film ont été tournées dans le département de l'Isère (département où a vécu, durant son enfance, le coscénariste Jean-Loup Dabadie). Le dénouement (la lettre de Romy Schneider) a été tourné dans un immeuble de la ville de Fontaine (située dans la banlieue de Grenoble), avec en arrière-plan les contreforts du massif du Vercors. Les scènes avec Antoine ont été tournées à Beaugency dans le Loiret.
D'autres scènes du film ont été tournées à Saint-Hilarion dans les Yvelines, à Sète dans l'Hérault et rue des Dunes à Noirmoutier-en-l'Île sur l'île de Noirmoutier, ainsi qu'aux studios de Boulogne.
Les scènes de bureau de Sami Frey et du bar tabac ont été tournée rue de la Folie-Méricourt à Paris.

## Autour du film
- Le rôle de Rosalie, personnage féminin principal du film, devait être initialement tenu par Catherine Deneuve mais celle-ci n'était pas disponible car enceinte. Claude Sautet fait donc appel de nouveau à Romy Schneider, ce qui constitue leur troisième collaboration après Les Choses de la vie et Max et les Ferrailleurs.
- Claude Sautet envisageait de donner le rôle de César à l'acteur italien Vittorio Gassman. Mais ce dernier refuse de jouer le rôle d'un cocu[4]. Philippe Léotard est également pressenti pour incarner David.
- David, le personnage interprété par Sami Frey, est dessinateur de bandes dessinées et plusieurs scènes se déroulent dans son atelier et celui de ses collègues de travail. Les dessins que l'on peut apercevoir sur les murs ou les tables de travail, dont une caricature de Yves Montand/César en figure quasi mafieuse, ont été réalisés par Jean-Marc Laureau (alias Loro) et Claude Poppé, tous deux de l'équipe de l'hebdomadaire Pilote.
- L'idée originale du scénario a surgi lorsque Claude Sautet, alors assistant, cherchait pour les besoins d'un film une voiture chez un ferrailleur : « Le type se trouve être un « rustre assez beau, très bien sapé, le cigare au bec, l'œil rusé, avec une façon de s'exprimer aussi grossière que pittoresque ». Or une jeune femme élégante, très distinguée, accompagne le ferrailleur rouleur de mécaniques. Tout de suite, le contraste entre elle et lui s'était imposé à moi. Et je m'étais dit : Supposons que je tombe amoureux de cette femme, comment me débrouillerais-je en face d'un tel loustic ? », confia Claude Sautet[4].
- La scène de mariage a été tournée au Moulin de la Guéville, propriété de Danièle Delorme et d'Yves Robert, amis de Claude Sautet.
- Dans Sérénade à trois (de Pierre-Henri Gibert, supplément du DVD Studiocanal) Jean-Loup Dabadie raconte que pendant l'écriture du scénario, il se plaint à Claude Sautet que Rosalie était une emmerdeuse et qu'il n'arrivait pas à poursuivre l'écriture du scénario avec un personnage qu'il trouvait antipathique. Sautet repond alors à Dabadie en lui faisant remarquer : "Ce n'est pas une emmerdeuse, c'est une emmerdée".